# Стоян Ангов
Стоян Ангов, наречен Брадата, е български революционер, деец на българското националноосвободително движение в Македония, член на Вътрешната македонска революционна организация

## Биография
Стоян Ангов е роден на 12 май 1869 гододина в село Горна Сушица, Светиврачко.  Влиза въм ВМОРО и е четник още от 1911 година, също от 1920 година до 1924 година, участвал в нелегалните чети на ВМРО из Мелнишка околия. От събраните по следствено дело № 22/1934 година по описа на петричкия съдия - следовател данни се установява, че Стоян Ангов Юруков (Брадата), заедно с Динчо Балкански, функционер при В.М.Р.О., сега покойник, през м. септември 1923 год. действително са лишили противозаконно от свобода Тома Марков Измирлиев и то по опасен за живота му начин, като са го откарали вързан в местността Паризовото до Роженския манастир. Това противозаконно лишаване от свобода на Тома Марков Измирлиев е траяло, обаче, само един ден и съгласно чл.72 п.4 от Н.З. следственото дело по това обвинение на Стоян Ангов Юруков (Брадата) е прекратено поради давност на престъплението.

## Семейство
От полицейски сведения за Стоян Ангов разбираме, че има починал баща: Анго Юруков, починала майка: Мария Янева, че е роден на 12 май 1869 година в село Горна Сушица, Светиврачко, българин, източноправославен, има починала съпруга Анастасия Иванова – вдовец, 2 деца, неграмотен, господар касапин и месопроизводство, ръст 168 cm, прошарени кестеняви коси, сиви очи, правилен нос, обикновена уста, цвят бял, има брада.